# Maximilian Beck (Schauspieler, 1861)
Maximilian „Max“ Beck (10. Januar 1861 in München – 23. Januar 1933 ebenda) war ein deutscher Theaterschauspieler.

## Leben
Beck war der Sohn des Kostümiers am Münchner Hoftheater und war wiederholt in Kinderrollen an der Hofbühne seiner Vaterstadt aufgetreten. Mit kaum 15 Jahren hatte er sein erstes Engagement in Hall bei Innsbruck. Er bereiste später mit seiner Teilungsgesellschaft Tirol (nebenbei malte er Muttergottesbilder, die er hausierend verkaufte), kam dann ans Münchner Volkstheater, und gehörte von 1881 bis 1885 dem Ensemble des Gärtnerplatztheaters in München an. 1886 kam er an das Meininger Theater, wo er bis 1900 blieb. Während dieser Zeit nahm er an den Gastspielreisen des Meininger Theaters teil. 1894 war Beck Intendant des Kur-Theaterensembles in Bad Neuenahr. Danach trat er in den Verband der Hofbühne Coburg-Gotha.
Auch als Rezitator deutscher Dialektdichtungen (Anzengruber, Ganghofer, Rosegger, Morré etc.) machte er sich einen Ruf und wurde in Anbetracht seiner Verdienste zum herzoglichen Hofrezitator ernannt. In späteren Jahren scheint er kaum mehr ein Festengagement angenommen zu haben. Zuletzt lebte Beck wieder in München, wo er auch starb.